# Lizardo Alzamora Porras
José Lizardo Aristides Antonio Alzamora Porras (Lima, 30 de diciembre de 1928-27 de agosto de 2021) fue un político y empresario peruano que ha sido alcalde de Lima desde 1973 hasta 1975.

## Biografía
Lizardo Alzamora fue hijo de Lizardo Alzamora Silva y Sara Porras Tizón. Su abuelo paterno fue el ilustre magistrado y político peruano Lizardo Alzamora Mayo. Casado con Isabel Pierantoni Cámpora, tuvo 5 hijos (José Lizardo, Juan Patricio, Miguel, Marisa e Inés).
Fue presidente del Banco de Crédito del Perú de 1971 a 1978. Luego del fallecimiento del alcalde Eduardo Dibós Chappuis es nombrado Alcalde del Lima por el gobierno militar de Juan Velasco Alvarado.
Alzamora estaba interesado en la industria del Perú, y así fue desde 1968 hasta 1975 fue presidente del directorio de la industria de la madera y el mobiliario más importante del Perú con la marca "Estudio 501".
| Predecesor: Eduardo Dibós Chappuis | Alcalde Metropolitano de Lima 1973 - 1975 | Sucesor: Arturo Cavero Calisto |